# Osem in pol
Osem in pol (tudi 8+1⁄2, italijansko Otto e mezzo) je italijanski nadrealistični komično-dramski film iz leta 1963, ki ga je režiral Federico Fellini ter zanj tudi napisal scenarij skupaj s Tulliom Pinellijem, Enniom Flaianom in Brunellom Rondijem. V glavnih vlogah nastopa Marcello Mastroianni kot znameniti italijanski režiser, ki trpi za umetniško blokado, ko poskuša režirati epski znanstvenofantastični film. Direktor fotografije ga je posnel Gianni Di Venanzo v črno-beli tehniki, glasbeno podlago je napisal Nino Rota, kostumografijo in scenografijo pa izdelal Piero Gherardi.
Premierno je bil prikazan 14. februarja 1963 in naletel na dobre ocene kritikov. Na 36. podelitvi je osvojil oskarja za najboljši tujejezični film in kostumografijo, nominiran pa je bil še za režijo, izvirni scenarij in scenografijo. Prejel je tudi glavno nagrado za najboljši film na Mednarodnem filmskem festivalu v Moskvi. Velja za avantgardni film in zelo vplivno klasiko. Revija Sight & Sound ga je leta 2012 uvrstila na deseto mesto lestvice stotih najboljših filmov vseh časov, Britanski filmski inštitut pa ga je v anketi filmskih režiserjev leta 2002 uvrstil na tretje mesto. Vatikan ga je ob stoletnici filma uvrstil na seznam 45 najboljših filmov do leta 1995.

## Vloge
- Marcello Mastroianni kot Guido Anselmi
- Anouk Aimée kot Luisa Anselmi
- Rossella Falk kot Rossella
- Sandra Milo kot Carla
- Claudia Cardinale kot Claudia
- Simonetta Simeoni kot deklica
- Guido Alberti kot Pace
- Mario Conocchia kot Mario Conocchia
- Bruno Agostini kot Bruno Agostini
- Cesarino Miceli Picardi kot Cesarino
- Jean Rougeul (fr) kot Carini Daumier
- Mario Pisu kot Mario Mezzabotta
- Barbara Steele kot Gloria Morin
- Madeleine Lebeau kot Madeleine
- Caterina Boratto kot skrivnostna dama v hotelu
- Eddra Gale kot La Saraghina
- Eugene Walter kot ameriški novinar
- Mary Indovino kot Maya
- Ian Dallas kot Maurice
- Giuditta Rissone kot Guidova mati
- Annibale Ninchi kot Guidov oče
- Edy Vessel kot lutka